# Fabriciana subornatissima
Fabriciana subornatissima is een vlinder uit de familie van de Nymphalidae. De wetenschappelijke naam van de soort is voor het eerst geldig gepubliceerd in 1922 door Reuss.